# 大日本愛国党
大日本愛国党（だいにっぽんあいこくとう）は、日本の極右政治団体。日の丸革新主義、反共主義、愛国主義を掲げる。党の初代総裁は赤尾敏。

## 解説
GHQによる公職追放解除直後の昭和26年（1951年）に赤尾が結成。
各種選挙に積極的に候補者を立て、全て落選している。これは「数寄屋橋で毎日行っていた街頭演説を公職選挙法の規定で途切れさせたくない」という理由からだった。
政治腐敗・社会矛盾を糾弾し、市井の零細企業経営者から与党政治家まで幅広い支持者を得た。窮乏の中で参議院議員通常選挙、東京都知事選挙への出馬を繰り返し、最大13万得票するなど健闘した。
赤尾は社会主義者からの転向である。天皇親裁の下での生産手段の公有財産化を主張していたほか、右翼思想の解釈に不敬発言があると評する者もいる。
戦前の衆議院議員時代から、反共主義、反ソビエトの立場から対アメリカ・イギリス開戦に反対し、反戦演説会を開くなどした。北方領土問題については「南樺太・全千島列島が日本固有の領土である」と主張した。「ファシスト」呼ばわりする者もあるが、赤尾の思想は民族純粋主義のような偏狭なものではなく、日本が完全独立を果たすまで、あくまで「繋ぎ」としての親英米路線を掲げていたとの見方もある。
自身を「泡沫候補」扱いするマスコミに、一貫して異を唱え続けた。「泡沫」と書いた朝日新聞には抗議している。また自宅兼党本部に明治天皇、釈迦牟尼尊、イエス・キリストの肖像画を掲げ、政見放送では自らを殉教者に準え、キリストの他に日蓮の名を挙げていた。
赤尾の死後、「敵」であった公安刑事の一部から「過激ではあったが至誠の人」という評価を得る｡

## 党史・事件

ビートルズ日本公演に対する抗議活動

### 山口二矢と小森一孝
浅沼稲次郎暗殺事件を起こした山口二矢、嶋中事件で知られる小森一孝はいずれも大日本愛国党に所属していたが、それぞれ事件直前に脱党している。大日本愛国党は浅沼暗殺事件の翌月の1960年11月、破壊活動防止法に基づき公安調査庁の調査対象団体に指定された。

### 藤山議員襲撃・三木首相殴打事件
大日本愛国党の書記長を務めた筆保泰禎（1940年10月25日 - 2005年5月4日）は、複数回のテロ事件を起こした。1972年3月22日、羽田空港から中国へ出発しようとしていた衆議院議員の藤山愛一郎に硫酸をかけようとして逮捕された。さらに1975年6月16日、日本武道館で行われた佐藤栄作元首相の国民葬の席において、当時の内閣総理大臣三木武夫の顔を殴打する事件を起こした。三木は倒れこんだものの大きな怪我は無く、国民葬は予定通り進められた。なお、三木夫人の睦子は大日本愛国党総裁の赤尾敏とかねてからの知り合いで、事件後に睦子は赤尾敏に対して直接抗議をしたという。三木には警視庁の警察官が警護として配置されていたが、やや離れた場所にいた上に三木の進行方向ばかりに気を取られ、犯行への対応が遅れた。この事件を教訓にシークレットサービスを手本とした威圧型の見せる警護に方針転換し、警護官の存在を前面に出した警護体制を敷くことで不審者の動向を事前に把握して襲撃の抑止を図るものとなった。

### 赤尾敏の死後
一般市民に対しても抜群の知名度を誇った敏の死後、大日本愛国党は総本部系各団体と、中間派、それ以外の3派に、互いに関係を保ちつつ分派。機関紙『愛国新聞』の発行人は敏の未亡人・赤尾ふみえに引き継がれたが、程なく休刊している。
現在の総本部代表は敏の長男・赤尾道彦であるが、道彦自身は街宣活動も選挙への候補者擁立も行っていない。また文京区大塚にあった敏の自邸は取り壊され、現在は駐車場になっている（管理は実業部門の一つ、赤尾興産が行う）。
姪の赤尾由美はアルミニウム加工会社・アカオアルミを経営しつつ、2017年第48回衆議院議員総選挙に比例東京ブロックから日本のこころ公認で出馬するが、落選。その後、参政党の結党に参加し、2022年7月まで同党の共同代表を務めた。第26回参議院議員通常選挙に参政党公認で立候補するも落選。

## 組織

### 本部と地方組織
- 「大日本愛国党総本部」 - 道彦派。舟川孝総本部長。
- 「大日本愛國党福島県本部」 - 芦名昇盛最高幹部会議長（祖国防衛軍副隊長）派、在郡山市。芦名には敏の存命中から独自に多数の立候補歴があったが、平成17年（2005年）頃没。
- 「大日本愛国党青年隊」- 道彦・旧芦名派。榎本りゅうせい隊長。池袋東口駅前広場で毎月第3日曜日に『時局厳正批判定例演説会』と題打った街宣活動を行っている。

その他
- 「赤尾敏先生遺訓継承・大日本愛国党」 - 豊島区。筆保泰禎が赤尾敏時代と変わらぬ様式のビラ（薄紙に黒赤2色印刷）を都下随所に貼り出していたが、資金難から次第に活動縮小。2005年に筆保が病没し、後を引き継いだ妻の道子も2015年に死去した。
- 「赤尾敏先生門下大日本愛国党」
- 「大日本愛国党岡山県本部」 - 在岡山市、西日本総支部を兼ねる。1970年代から1980年代にかけて、本部長の岡田定見が各種選挙に出馬していた。
- 「大日本愛国党広島県本部」
- 「大日本愛国党高知県本部」- 在高知市、森澤出本部長
- 「大日本愛国党福岡県本部」- 在福岡市、生野英信本部長。北九州地区の民族派団体を中心に結成九州の団体も加盟している九州共闘委員会委員長も兼務。JR博多駅､博多口駅前広場で毎週日曜日に『日の丸世直し街頭演説会』と題打った街宣活動を行っている。
- 「大日本愛国党九州連合会」- 在福岡市、毎週日曜日に中国領事館、韓国領事館に対する抗議活動を行っている。
- 「大日本愛国党日の丸行動隊」
- 「大日本愛国党佐賀県本部」
- 「大日本愛国党大分支部」－ 在佐伯市、高知県本部連絡所から生野委員長援助の下に昇格。
- 「大日本愛国党北海道本部」-在札幌市、雪田顕正本部長